# El hombre sin atributos
El hombre sin atributos (título original en alemán Der Mann ohne Eigenschaften), a veces traducida al español también como El hombre sin cualidades, es una novela en dos volúmenes e inacabada, escrita por el novelista austriaco Robert Musil (1880-1942) entre 1930 y 1943. En 1930 se publicó el primer volumen, en 1933 parte del segundo y, póstumamente en 1943, el resto.
La novela presenta al personaje principal, Ulrich, sobre el fondo de una recreación de la sociedad austriaca anterior a 1914. Kakania es el término con el que el autor se refiere al Imperio austrohúngaro, lugar donde vive el ya citado Ulrich, un burgués de 32 años, matemático de formación, quien decide dedicar un año de su vida para saber qué hacer con ella.
El eje de la novela gira en torno a la «Acción paralela», un evento de suma importancia cuyo objetivo es contraponer los treinta años de monarquía de Guillermo II al septuagésimo aniversario del emperador austriaco Francisco José. Nunca se llega a saber bien de qué trata la acción, aunque se crean comisiones y se discute sobre ella a lo largo de todo el libro.
Algunos de los personajes más importantes de esta obra son el condenado a muerte Moosbrugger, Walter y Clarissa, el general von Stumm y Diotima.

## Características
Considerada por parte de la crítica como una de las novelas más influyentes de la literatura del siglo XX, en ella examina la existencia sin objetivos de su personaje principal, Ulrich, un antihéroe, sobre el fondo de la sociedad austriaca anterior a 1914 en plena crisis; pero la novela es mucho más que el testimonio del final del Imperio. Su minuciosa recreación la lleva a cabo considerando una especie de sociedad patriótica («Acción paralela»), las discusiones con unos amigos nietzscheanos, y ciertos amoríos, incluyendo sus complicadas y singulares relaciones con su prima Diotima. Constituye una de las obras narrativas más ambiciosas del siglo XX, en la que se discuten mil teorías (poder, música, crimen, amor, desmedida social, influjo del pensamiento en la acción). Su reescritura continua en más de una década favoreció esa profundización y también esa dispersión.
Se la considera un heterogéneo compendio de la cultura desarrollada en el período de entreguerras. Según este punto de vista, la historia es una gran reflexión sobre las paradojas de la modernidad, sobre la crisis del racionalismo y acerca de la búsqueda de una teoría del sentimiento que dé salida a las emociones atrapadas en un sistema asfixiado por la ciencia y la complejidad de la vida.[cita requerida]
El tamaño casi monumental de la obra ha constituido un dique disuasorio para la lectura de masas. Se ha presentado su carácter caótico como núcleo de su esencia, intencionadamente crítico respecto a una sociedad y una época igualmente caóticas. Los actores principales de esta tragicomedia monumental son: 
- Ulrich, el hombre sin atributos, el matemático idealista, el sarcástico espectador
- Leona y Bonadea, las dos amadas del matemático.
- Diotima, cerebro dirigente de la «Acción Paralela» y mujer cuya estupidez sólo es comparable a su hermosura
- Arnheim, el hombre con atributos, un millonario prusiano cuya conversación fluctúa entre las modernas técnicas de la inseminación artificial y las tallas medievales búlgaras.[cita requerida]

Alrededor de ellos se mueve, como en un esperpéntico vodevil, la digna, honrada, aristocrática sociedad de Kakania (el Imperio austro-húngaro), que vive los últimos momentos de su vacía decadencia antes de sucumbir a la hecatombe de la Gran Guerra.[cita requerida]